# شان کریستنسن
شاون کریستنسن (انگلیسی: Shawn Christensen) یک هنرپیشه، کارگردان، فیلم‌نامه‌نویس، و تهیه‌کننده اهل ایالات متحده آمریکا است.

## زندگی حرفه ای
وی مدرک کارشناسی هنرهای زیبا خویش در رشته نگارگری و طراحی گرافیک از انستیتو پرت کسب نموده است. کریستنسن همچنین خواننده گروه راک Stellastarr بوده است.

## فیلم شناسی

### بازیگری
| سال  | نام فیلم                | نقش  |
| ---- | ----------------------- | ---- |
| ۲۰۰۶ | دختر گمشده              | چد   |
| ۲۰۱۲ | حکومت نظامی             | ریچی |
| ۲۰۱۳ | دوچرخه                  | اونر |
| ۲۰۱۴ | قبل از اینکه ناپدید شوم | ریچی |

### نویسندگی
| سال  | نام فیلم                |
| ---- | ----------------------- |
| ۲۰۱۱ | آدم‌ربایی                |
| ۲۰۱۲ | حکومت نظامی             |
| ۲۰۱۴ | قبل از اینکه ناپدید شوم |
| ۲۰۱۷ | ناپدید شدن سیدنی هال    |